# 卡爾耶爾內
卡爾耶尔内（羅馬化：Karierne）是烏克蘭南部赫爾松州贝里斯拉夫区大亚历山德里夫卡市镇内的市級鎮。處於大亞歷山德里夫卡西北面10公里，始建於1916年，面積0.47平方公里，海拔高度65米，2011年人口384，人口密度每平方公里817.0人。